# Lygropia erythrobathrum
Lygropia erythrobathrum là một loài bướm đêm trong họ Crambidae.